# Alexander Fransson
Alexander Fransson (* 2. April 1994 in Norrköping) ist ein schwedischer Fußballspieler. Der zentrale Mittelfeldspieler steht aktuell bei Omonia Nikosia unter Vertrag.

## Vereinskarriere

### Lindö FF
Fransson spielte in der Jugend zunächst bei Lindö FF, einem Verein aus Lindö, einem Vorort von Norrköping mit etwa 5000 Einwohnern. 

### IFK Norrköping
Im Jahr 2008 wechselte er zur Jugendakademie des IFK Norrköping und spielte dort bis 2012 in den verschiedenen Jugendmannschaften. Sein Debüt in der ersten schwedischen Liga gab er am 1. April 2013 beim 2:1-Auswärtssieg gegen Mjällby AIF am ersten Spieltag der Meisterschaft 2013 am Tag vor seinem 19. Geburtstag. In der Saison 2013 (in Schweden beginnt jede Saison im Frühjahr und endet im Herbst) spielte er in 18 Ligapartien (ohne Torerfolg) und in zwei Pokalspielen (ein Tor). In der Saison 2014 kam er auf 26 Ligaspiele, in denen er zwei Tore erzielte, sowie auf vier Pokalspiele (ohne Tor). In seinen ersten beiden Spielzeiten im Männerbereich hatte er am Saisonende mit Norrköping die Plätze 9 bzw. 12 in der Tabelle belegt. Die Saison 2015 war dann die erfolgreichste für den Verein seit langer Zeit und Fransson wurde mit seiner Mannschaft schwedischer Meister. Zuletzt hatte Norrköping dies im Jahr 1989 geschafft. Zu dieser für den Verein insgesamt 13. Meisterschaft trug Fransson mit fünf Toren bei 29 Einsätzen maßgeblich bei. In seinem letzten Pflichtspiel für den IFK Norrköping erzielte er in der 3. Spielminute am 8. November 2015 das 1:0 im Spiel um den schwedischen Supercup im heimischen Stadion gegen den Pokalsieger und Vizemeister IFK Göteborg. Der Endstand war 3:0 und somit konnte Fransson kurz nach der Meisterschaft seinen zweiten Titel im Männerfußball gewinnen.

### In der Schweiz beim FC Basel und FC Lausanne-Sport
Am 2. Januar 2016 gab der Schweizer Meister FC Basel bekannt, dass Fransson einen Viereinhalbjahresvertrag bis zum 30. Juni 2020 unterschrieben hat. Er bekam in Basel das Trikot mit der Nummer 15. Sein Ligadebüt gab er am 14. Februar 2016 beim 4:0-Auswärtssieg gegen den Grasshopper Club Zürich im Stadion Letzigrund in Zürich, als er in der 90. Minute eingewechselt wurde. Sein erstes Tor erzielte er im St. Jakob-Park zum zwischenzeitlichen 2:1 am 21. Februar beim 5:1-Heimsieg gegen Vaduz. Unter Trainer Urs Fischer gewann Fransson am Ende der Meisterschaft 2015/16 und der Meisterschaft 2016/17 den Meistertitel mit dem FCB. Für den Club war es der 8. Titel in Serie und insgesamt den 20. Titel in der Vereinsgeschichte. Sie gewannen auch den Pokalwettbewerb am 25. Mai 2017 mit drei zu null gegen Sion und somit das Double.

### Zwischen IFK Norrköping und griechischsprachigem Ausland
Am 4. Juli 2018 wechselte Fransson zurück zu seinem Heimatverein IFK Norrköping, wo er einen Dreijahresvertrag unterzeichnete. Dort kam er bis Februar 2022 in 101 Ligaspielen zum Einsatz, ehe er als er sich AEK Athen anschloss. Während seiner Spielzeit in Athen konnte er nur 19 Spielminuten sammeln. Er wechselte daher im Sommer 2023 ablösefrei zum zyprischen Klub Omonia Nikosia.
Im März 2025 kehrte Fransson erneut nach Schweden zurück, kurz vor Ende der Wechselperiode schloss er sich erneut IFK Norrköping in der Allsvenskan an.

## Nationalmannschaft
Fransson debütierte für Schweden am 6. Januar 2016 im Armed Forces Stadium in Abu Dhabi, Vereinigte Arabische Emirate, beim 1:1-Unentschieden gegen Estland. Er stand in der Anfangsformation und wurde nach 55 Minuten ausgewechselt. Sein zweites Spiel folgte an gleicher Stelle vier Tage später am 10. Januar, als Schweden 3:0 gegen Finnland gewann. Fransson wurde in der 62. Minute eingewechselt.

## Erfolge
IFK Norrköping
- Schwedischer Meister: 2015
- Schwedischer Supercupsieger: 2015

FC Basel
- Schweizer Meister: 2016, 2017
- Schweizer Cupsieger: 2017